# 诺伊马克特-圣法伊特
诺伊马克特-圣法伊特（德語：Neumarkt-Sankt Veit，發音：[ˈnɔʏmaʁkt zaŋkt ˈfaɪt] ⓘ）是德国巴伐利亚州上巴伐利亚行政区因河畔米尔多夫县的城市，面积61.07平方千米，2023年12月31日人口为6,543人。